# Hôtel Chauveau-Barbier
L’hôtel Chauveau-Barbier est un hôtel particulier situé à Poitiers, dans le département de la Vienne.

## Histoire
L'hôtel est acquis en 1733 par Charles-Hilaire Prieur-Chauveau, conseiller du roi et gendre de l'imprimeur Jean-Félix Faulcon. L'imprimeur François Barbier, parent des Prieur-Chauveau et Faulcon, le rachète par la suite.
La décoration intérieure datant du XVIIIe siècle dans le corps de logis donnant sur la cour, à savoir les boiseries sculptées et la cheminée du salon du rez-de-chaussée ainsi que les boiseries sculptées et la cheminée de la chambre à coucher du premier étage sont inscrits au titre des monuments historiques par arrêté du 12 mai 1954.
L’hôtel a été acheté par François Barbier le 31 dec 1831  après plus de 60 ans passé dans la famille Chaveau-Faulcon. Leurs descendants se défirent de l'immeuble le 8 Juin 1866 (transcription du 22 juin Vol 538 N°84). I passera dans diverses mains puis sera vendu en 1953 à la Société Immobilière du Poitou.
Le salon du rez de chaussée, entièrement boisé, porte un trumeau posé sur la cheminée droite en pierre dont le linteau très gracieusement ciselé représente au sommet de piédroits cannelés et rudentés deux amours mutins encadrés dans des médaillons accrochés par des nœuds de rubans. La clef centrale est chargée de deux carquois suspendus par des guirlandes de fleurs et des rubans. Une couronne de feuillages les retient et entoure aussi deux charmants petits cœurs enflammés.
De chaque côté de la glace sont figures deux vases d'où sortent des fleurs, des tiges stylisées accompagnées de branches de lauriers et terminées par des roses. Dominant le miroir, des instruments de musique, viole, hautbois, flûtes, triangle, partitions et feuillages sont liés par un ruban.
Au dessus de porte qui fait face un autre motif évoque la chasse : fusils en sautoir, cor, gibier, feuillages.
Au premier étage, dans la chambre à coucher où les boiseries sculptées font encadrement au lit, c'est aussi la cheminée qui attire l'attention : un motif maçonnique.
Au-dessus un grand médaillon, également suspendu par un large nœud et de fines guirlandes de laurier et bordé par deux branches de l'arbre cher à Apollon a reçu un curieux motif : une croix rayonnante à bras égaux terminés par des boulons est supportée par un nœud de rubans ; sur la croix un compas dont les pointes s'appliquent sur une partie de cadran gradué et dont les branches encadrent la traditionnelle image du pélican qui nourrit ses enfants en se perçant le flanc.
Il s'agit là d'un motif maçonnique bien connu mais que l'on est plus habitué à voir sous forme d'insignes ou de cachets. Enfin, au-dessus de la porte qui fait face, d'autres sujets rappellent la musique. Tous ces ensembles sont sculptés de la main de maître et indiquent un artiste habile et un amateur éclairé.